# Oligia albirivula
Oligia albirivula là một loài bướm đêm trong họ Noctuidae.